# Циклический подкласс
Цикли́ческие подкла́ссы — подмножества неразложимого периодического класса цепи Маркова такие, что цепь проходит их один за другим по порядку.

## Теорема
Пусть дана цепь Маркова {\displaystyle \{X_{n}\}_{n\geq 0}} с дискретным временем, дискретным пространством состояний {\displaystyle S} и матрицей переходных вероятностей {\displaystyle P}. Пусть {\displaystyle C\subset S} — неразложимый класс состояний с периодом {\displaystyle d}. Тогда существует разбиение множества {\displaystyle C}: {\displaystyle C_{0},\ldots ,C_{d-1}\subset C}, то есть
{\displaystyle C_{k}\cap C_{l}=\emptyset ,\;k\not =l,\quad \bigcup \limits _{k=0}^{d-1}C_{k}=C}
такое, что
{\displaystyle \mathbb {P} (X_{n+1}\in C_{k+1\!\!\!\!\!\mod d}\mid X_{n}\in C_{k})=1,\quad k=0,\ldots ,d-1,\;n\in \mathbb {N} }.

## Замечание
Таким образом внутри любого неразложимого периодического класса цепь Маркова описывает путь:
{\displaystyle C_{k}\to C_{k+1}\to \cdots \to C_{d-1}\to C_{0}\to \cdots \to C_{k-1}\to C_{k}\to \cdots },
где {\displaystyle k} — индекс начального подмножества.

## Определение
Построенные таким образом подмножества {\displaystyle C_{k},\;k=1,\ldots ,d-1} называются цикли́ческими подкла́ссами.

## Цепь внутри циклического подкласса
Очевидно имеем:
{\displaystyle \mathbb {P} (X_{n+d}\in C_{k}\mid X_{n}\in C_{k})=1,\quad k=0,\ldots ,d-1,\;n\in \mathbb {N} },
то есть через каждые {\displaystyle d} шагов цепь возвращается в тот же циклический подкласс. Тогда для любого фиксированного {\displaystyle k=0,\ldots ,d-1} можно построить новую цепь Маркова {\displaystyle \left\{X_{n}^{(k)}\right\}_{n\geq 0}} со множеством состояний {\displaystyle C_{k}} и матрицей переходных вероятностей {\displaystyle P^{d}}. Эта цепь будет неразложимой и апериодичной. Таким образом изучение многих вопросов поведения цепи Маркова сводится к случаю апериодической неразложимой цепи.